# Satanatas
Satanatas är ett album av det svenska black metal-bandet Nifelheim som gavs ut 2014.

## Låtlista

### Sida A
1. Intro
2. From Hell's Vast Plains - 03:44
3. Bestial Rites - 03:11
4. Praise Lord Satan - 04:33

### Sida B
1. Sataniska meddelanden (baklänges)

## Banduppsättning
- Hellbutcher (Per "Pelle" Gustavsson) - sång
- Tyrant (Erik Gustavsson) - gitarr/bas
- Satamás - gitarr
- Savage Aggressor - gitarr
- Disintegrator - trummor

## Övrig information
- Inspelad augusti 2014 i Studio Cobra, Stockholm
- Mastrad av Andy La Rocque i Sonic Trains Studios och Nicklas Rudolfsson (Terror) i hans hemstudio
- Basgitarr på låten Bestial Rites spelas av Frederick Melander (fd. Bathory)
- Omslagskonst är gjord av Benjamin Breeg
- Layout är gjord av Erik Danielsson (Watain)